# Enicospilus loudontae
Enicospilus loudontae är en stekelart som beskrevs av Tang 1990. Enicospilus loudontae ingår i släktet Enicospilus och familjen brokparasitsteklar. Inga underarter finns listade i Catalogue of Life.